# Résolution 194 du Conseil de sécurité des Nations unies
Membres permanents
- Chine (Taïwan)
- États-Unis
- France
- Royaume-Uni
- URSS

Membres non permanents
- Bolivie
- Brésil
- Côte d'Ivoire
- Maroc
- Norvège
- Tchécoslovaquie

Résolution no 193 Résolution no 195

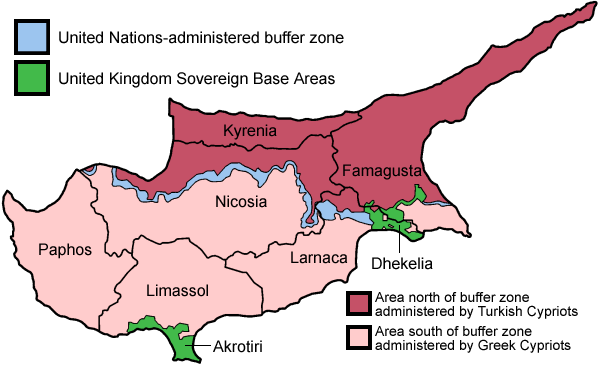

La Résolution 194  est une résolution du Conseil de sécurité des Nations unies adoptée le 25 septembre 1964, dans sa 1159e séance, relative au conflit opposant les communautés grecque et turque sur l’île de Chypre.

## Vote
La résolution a été adoptée à l’unanimité

## Contexte historique
La résolution réaffirme les décisions prises lors des précédents résolutions sur Chypre et allonge la présence sur place de la Force des Nations unies chargée du maintien de la paix à Chypre de trois mois supplémentaires, portant le terme de sa mission au 26 décembre 1964.

## Texte
- Résolution 194 Sur fr.wikisource.org
- Résolution 194 Sur en.wikisource.org